# True BASIC
Il True BASIC è uno dei dialetti del linguaggio di programmazione BASIC. Discende dal Dartmouth BASIC, il primo linguaggio BASIC inventato dai professori John George Kemeny e Thomas Eugene Kurtz.
Quando il True BASIC uscì nel 1985, era basato inizialmente sul Dartmouth BASIC 7 (noto anche come ANSI BASIC) e aveva più caratteristiche rispetto al QBASIC. Il True BASIC introdusse nuove funzioni grafiche come plot, plot area, flood, ecc. Per primo, dava la possibilità di salvare una porzione dello schermo e di usare l'operazione di blitting, ma senza gestione del buffering.
I progettatori volevano rendere il linguaggio indipendente dall'hardware, per permettere di eseguire il codice BASIC su qualsiasi piattaforma. Lo svantaggio per i programmatore era l'impossibilità di utilizzare alcune caratteristiche peculiari del computer che stavano utilizzando. Per aggirare questo problema, si potevano scrivere funzioni in linguaggio assembly.
Il True BASIC rispetta i principi della programmazione strutturata; quindi non è obbligatorio utilizzare numeri di linea e istruzioni GOTO. L'uso dell'istruzione LET divenne opzionale; essa permetteva l'uso di nomi descrittivi per le variabili. Il True BASIC è fornito di funzioni per l'aritmetica delle matrici. Supportava anche le variabili locali e globali e l'uso di funzioni ricorsive, una caratteristica non disponibile in nessun altro linguaggio BASIC di quei tempi.

## Esempi di codice
Ad esempio, con le prime versioni del linguaggio l'equazione algebrica {\displaystyle y=mx+b} poteva essere scritta come:
```
slope = 2
let x = 3
y_intercept = 4
let y2 = slope * x + y_intercept
print "y2="; y2
```

Il risultato è {\displaystyle y2=10}.
Un esempio di codice che usa le ultime versioni del linguaggio è il seguente:
```
RANDOMIZE
SET WINDOW 0,20,0,20
SET COLOR 5 !Imposta il pennello ed il colore del testo a 5 (il True BASIC ha 16 colori, da 0 a 15)
PRINT "Benvenuto sulla ..." !Scrive "Benvenuto sulla ..." sullo schermo
DO !Inizio del ciclo
   LET x=rnd*20 !Calcola un numero casuale tra 0 e 20 e lo assegna alla variabile "x"
   LET y=rnd*20 !Calcola un numero casuale tra 0 e 20 e lo assegna alla variabile "y"
   Pause .1 !Pausa di 1/10 di secondo
   PLOT TEXT, at x, y: "Favolosa Wikipedia!" !Scrive 'Favolosa Wikipedia!' alle coordinate x,y
LOOP !Fine del ciclo
END !Fine del programma
```

che scrive il messaggio "Benvenuto sulla ..." nell'angolo in alto a sinistra dello schermo e poi ripete all'infinito il ciclo centrale che scrive il messaggio "Favolosa Wikipedia!" casualmente sullo schermo. Miao ed ciao

## Versioni e piattaforme supportate
Le prime versioni del True BASIC giravano sull'MS-DOS; in seguito, fu offerto anche per i sistemi Tandy Radio Shack TRS-80, Amiga ed Atari. Successivamente furono realizzate anche versioni per Windows ed i Mac OS classici.
La penultima versione del True BASIC, la 5.5, è anche l'ultima a girare sui Mac OS classici. Dal sito di True BASIC Inc. è ancora acquistabile anche una versione datata 1987 per l'Atari ST.
L'ultima versione, la 6.0, supporta ufficialmente solo i sistemi Windows dal 95 al 7. Per usarla sui sistemi Linux, UNIX e macOS True BASIC Inc. suggerisce l'uso di una macchina virtuale.